# (273987) Greggwade
(273987) Greggwade est un astéroïde de la ceinture principale.

## Description
(273987) Greggwade est un astéroïde de la ceinture principale. Il fut découvert le 11 juin 2007 à Mauna Kea par David D. Balam. Il présente une orbite caractérisée par un demi-grand axe de 3,07 UA, une excentricité de 0,12 et une inclinaison de 7,2° par rapport à l'écliptique.

## Compléments